# Burgh and Tuttington
Burgh and Tuttington est une paroisse civile du Norfolk, en Angleterre.